# (423380) Juhaszarpad
(423380) Juhaszarpad  es un asteroide perteneciente al cinturón de asteroides, descubierto el 12 de mayo de 2005 por Krisztián Sárneczky  desde la Estación Piszkéstető, en Hungría.

## Designación y nombre
Juhaszarpad se designó inicialmente como 2005 JD94.
Más adelante fue nombrado  por Árpád Juhász (n. 1935) quien es un geólogo húngaro, una de las figuras más importantes de la difusión del conocimiento científico en Hungría. A lo largo de su carrera, realizó varias películas geográficas y participó como experto en series de televisión de divulgación científica con temática geográfica.

## Características orbitales
Juhaszarpad orbita a una distancia media del Sol de 2,346 ua, pudiendo acercarse hasta 2,038 ua y alejarse hasta 2,655 ua. Tiene una excentricidad de 0,131 y una inclinación orbital de 8,087° grados. Emplea en completar una órbita alrededor del Sol 1312,67 días.

## Características físicas
Su magnitud absoluta es 17,86. 